# Arkhon Infaustus
Arkhon Infaustus – francuska grupa muzyczna z Paryżu, Francja, grająca black metal. Zespół powstał w roku 1997 i istnieje do dziś mając na koncie cztery albumy, z których Orthodoxyn wydany w roku 2007, zgarnął najwyższe noty spośród nich. Grupa ma podpisany kontrakt z Osmose Productions. 

## Historia
Arkhon Infaust został założony w 1997 przez Dk Devianta, do którego szybko dołączył Torturer. Ich pierwszym oficjalnym nagraniem było wydane przez Mordgrimm EP zatytułowane In Sperma Infernum, limitowane do 666 kopii. Później zespół nawiązał współpracę z Spikekult Records, które wydało w 2000 roku ich kolejną EP-kę, noszącą tytuł Dead Cunt Maniac. Następnym etapem w historii jest kontrakt z Osmose Productions. W roku 2001 ukazał się pierwszy pełny album, który nosi tytuł Hell Injection i był limitowany do 500 sztuk. Następnie w 2002 roku wydany został drugi pełny album Filth Catalyst, po czym zespół wyruszył w trasę koncertową z Mortician. Kolejnym wydawnictwem na koncie Arkhon Infaust jest split z inną grupą blackmetalową, a mianowicie Revenge, wydany w roku 2003. Następnie wyruszyli w europejską trasę z polską grupą Vader.
W roku 2004 wydali kolejny album Perdition Insanabilis, który pociągnął za sobą trasę z amerykańskim Deicide oraz trasę z Belphegor i In Aeternum w 2005 roku.
Później nagrali jeszcze EP-kę Annunciation i pełny album Orthodoxyn, który wydany został 28 maja 2007.

## Muzycy

### Obecny skład zespołu
- Dk Deviant
- Toxik H.
- Guillaume Warren
- Azk.6

### Byli członkowie zespołu
- Hellblaster

## Dyskografia

### Albumy studyjne
- Hell Injection (2001)
- Filth Catalyst (2003)
- Perdition Insanabilis (2004)
- Orthodoxyn (2007)

### EP'ki
- In Sperma Infernum (1998)
- Dead Cunt Maniac (2000)
- Annunciation (2007)

### Splity
- Arkhon Infaustus/Revenge Split 2003 (2003)